# Lista över guvernörer i Utah
Utahs guvernör (engelska: Governor of Utah) är den högsta befattningen med verkställande makt i delstatsstyret för den amerikanska delstaten Utah. 
Guvernören är folkvald och tjänstgör i mandatperioder på 4 år, utan begränsning i antalet möjliga omval.
Spencer Cox är Utahs guvernör sedan 2021.

## Utahs guvernörer
| Nr  | Namn                    | Parti      | Ämbetsperiod | Ämbetsperiod | Not   |
| Nr  | Namn                    | Parti      | Från         | Till         | Not   |
| --- | ----------------------- | ---------- | ------------ | ------------ | ----- |
| 1.  | Heber Manning Wells     | Republikan | 1896         | 1905         | [ 2 ] |
| 2.  | John Christopher Cutler | Republikan | 1905         | 1909         | [ 2 ] |
| 3.  | William Spry            | Republikan | 1909         | 1917         | [ 2 ] |
| 4.  | Simon Bamberger         | Demokrat   | 1917         | 1921         | [ 2 ] |
| 5.  | Charles R. Mabey        | Republikan | 1921         | 1925         | [ 2 ] |
| 6.  | George Dern             | Demokrat   | 1925         | 1933         | [ 2 ] |
| 7.  | Henry H. Blood          | Demokrat   | 1933         | 1941         | [ 2 ] |
| 8.  | Herbert B. Maw          | Demokrat   | 1941         | 1949         | [ 2 ] |
| 9.  | J. Bracken Lee          | Republikan | 1949         | 1957         | [ 2 ] |
| 10. | George Dewey Clyde      | Republikan | 1957         | 1965         | [ 2 ] |
| 11. | Calvin L. Rampton       | Demokrat   | 1965         | 1977         | [ 2 ] |
| 12. | Scott M. Matheson       | Demokrat   | 1977         | 1985         | [ 2 ] |
| 13. | Norman H. Bangerter     | Republikan | 1985         | 1993         | [ 2 ] |
| 14. | Michael Leavitt         | Republikan | 1993         | 2003         | [ 2 ] |
| 15. | Olene Walker            | Republikan | 2003         | 2005         | [ 2 ] |
| 16. | Jon Huntsman            | Republikan | 2005         | 2009         | [ 2 ] |
| 17. | Gary Herbert            | Republikan | 2009         | 2021         | [ 2 ] |
| 18. | Spencer Cox             | Republikan | 2021         | sittande     |       |

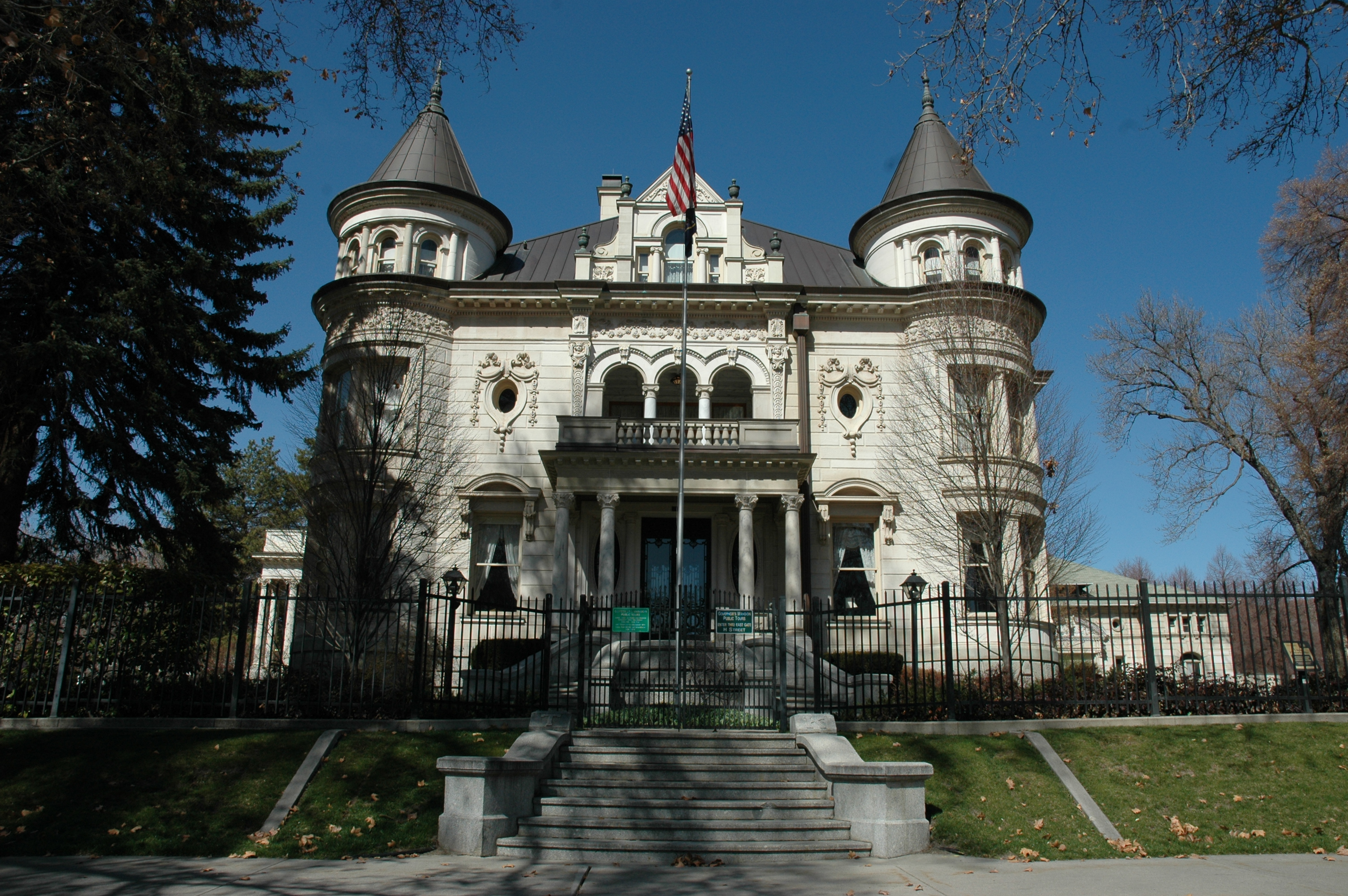
Guvernörsresidenset i Salt Lake City, ursprungligen byggt som privatresidens för senator Thomas Kearns.

Enbart tre av Utahs guvernörer har inte varit medlemmar av Jesu Kristi Kyrka av Sista Dagars Heliga (mormonkyrkan): Simon Bamberger, George Dern och J. Bracken Lee.